# Землетрясение в Синьцзяне (2024)
Землетрясение в Акчи произошло 23 января 2024 года в 00:09 по местному времени (UTC+6). Как сообщает МЧС Республики Казахстан, эпицентр землетрясения магнитудой 7,1 находился в Китае и затронул некоторые регионы Казахстана: Алматинскую, Восточно-Казахстанскую область, Жамбылскую, Жетысускую и Карагандинскую области; подземные толчки также ощутили жители Кыргызстана, а именно: Иссык-Кульской, Нарынской и Чуйской областей.
Первые афтершоки были магнитудой от 5 до 6 по шкале Рихтера. На территории Южного Казахстана, Северного Кыргызстана они ощущались как 4-5 балла интенсивности.
По официальным данным в Алматы пострадало 67 человек, один из которых находится в тяжёлом состоянии.

## Предыстория
Алма-Ата является одним из самых сейсмоопасных регионов Казахстана. В 1911 году произошло Кеминское землетрясение магнитудой 7,7, в результате чего погибло более 400 человек, в том числе и 35 в Верном. Ранее в соцсетях и мессенджерах распространялись сообщения о разрушительном землетрясении 15 января, который затронет Алматы, однако сейсмологи заявили, что с 10 по 17 января не ожидается никаких землетрясений.

## Толчки
Первые сообщения о подземных толчках появились в полночь: жители Алма-Аты говорили о качающейся мебели, люстрах и посуде. Землетрясение вызвало панику среди жителей, из-за чего те выбежали на улицу; машины начали массово выезжать из города, в результате чего образовался затор. Открылись места сбора в школах, общежитиях и точках общественного питания. Жители Астаны, что в 1200 км от Алматы, сообщали о толчках.
Жители российского Кургана также сообщали о толчках магнитудой 2. Из двух курганских высоток эвакуировали 246 человек.
В затронутых землетрясением регионах Кыргызстана создалась такая же ситуация, что и в Алматы.

## Последствия
Землетрясение, несмотря на магнитуду, не разрушило каких-либо построек и зданий.
В Казнете в связи с событиями начали появляться различные фейки, распространяемые пользователями казахстанского сегмента Интернета: так, в мессенджерах начали распространяться сообщения об обрушении общежития Казахского национального университета и о повторном землетрясении в пять часов утра.
Изначально в новостях появилась информация о восьми пострадавших в Алма-Ате, которые получили травмы, выпрыгивая из окон домов и выбегая из своих жилищ; затем число пострадавших выросло до 44 человек.
Отмечались случаи, когда таксисты устанавливали цену для выезжающих из города людей в 20 тыс. тенге, что вызвало массовую критику в соцсетях.
Занятия первой смены в школах и колледжах Алматы были отменены.